# WTA Tour Championships 2012
Het eindejaarstoernooi WTA Tour Championships van 2012 werd gespeeld van 23 tot en met 28 oktober 2012. Het tennistoernooi vond plaats in de Turkse stad Istanbul. Het was de 42e editie van het toernooi. Er werd gespeeld op hardcourt-binnenbanen in de Sinan Erdem Dome. De Italiaanse Sara Errani was de enige speelster die zowel aan het enkelspel- als aan het dubbelspeltoernooi deelnam.
Enkelspel – De acht hoogst gerangschikte speelsters van de WTA-ranglijst waren automatisch gekwalificeerd voor het toernooi. Alle deelneemsters werden onderverdeeld in twee groepen voor groepswedstrijden. De twee besten uit elke groep gingen door naar de halve finale. Titelverdedigster Petra Kvitová was als zesde geplaatst – na één groepswedstrijd te hebben gespeeld, kreeg zij griep en ze moest zich uit het toernooi terugtrekken. Ze werd vervangen door de eerste reservespeelster: de als negende geplaatste Samantha Stosur. De als eerste geplaatste Viktoryja Azarenka bereikte de halve finale; daar werd ze verslagen door Maria Sjarapova, het tweede reekshoofd. In de finale ontmoette de Russin de als derde geplaatste Serena Williams uit de Verenigde Staten. Sjarapova's opslag was beduidend beter dan vroeger, maar haar geregeld falende tweede opslag werd door Williams steevast afgestraft met onhoudbare return-slagen. Mede dankzij haar eigen, formidabele opslag won Serena Williams de finale van Maria Sjarapova in twee sets. Daarmee veroverde ze de titel, zonder ook maar één set te verliezen in het totale toernooi. Williams wist voor de derde keer in haar loopbaan het WTA-kampioenschap op haar naam te schrijven, na 2001 en 2009. Het was haar 46e WTA-titel, de zevende in 2012, een seizoen waarin Serena Williams slechts vier partijen verloor: op de Australian Open van Jekaterina Makarova, in Miami van Caroline Wozniacki, op Roland Garros van Virginie Razzano en in Cincinnati van Angelique Kerber. Door de toernooiwinst in Istanbul mocht Serena Williams zich een jaar lang officieus wereldkampioen tennis damesenkelspel noemen.
Dubbelspel – In het dubbelspel maakten de vier beste dubbelteams van het afgelopen jaar onder elkaar uit wie de titel zou winnen. Titelverdedigsters Liezel Huber en Lisa Raymond (VS) waren als derde geplaatst – reeds hun eerste partij (halve finale) verloren ze van Hlaváčková en Hradecká. De als eerste geplaatste Italiaanse dames Sara Errani en Roberta Vinci verloren eveneens meteen, van Kirilenko en Petrova. Het als vierde geplaatste Russische duo Maria Kirilenko / Nadja Petrova won het toernooi. Ze versloegen in de finale het als tweede geplaatste Tsjechische koppel Andrea Hlaváčková en Lucie Hradecká in twee sets. Het was hun vierde gezamenlijke titel. Petrova had daarnaast zeventien dubbelspeltitels met andere partners, Kirilenko acht. Petrova won het WTA-kampioenschap al een keer eerder, in 2004 samen met de Amerikaanse Meghann Shaughnessy.
De WTA Tour Championships van 2012 trokken 73.072 toeschouwers. Het hoogste aantal in 12 jaar.

## Enkelspel

### Geplaatste speelsters
| Nr. | Speelster           | Rang | Groep | Resultaat    |
| --- | ------------------- | ---- | ----- | ------------ |
| 1.  | Viktoryja Azarenka  | 1    | rood  | halve finale |
| 2.  | Maria Sjarapova     | 2    | wit   | finale       |
| 3.  | Serena Williams     | 3    | rood  | winnares     |
| 4.  | Agnieszka Radwańska | 4    | wit   | halve finale |
| 5.  | Angelique Kerber *  | 5    | rood  | groepsfase   |
| 6.  | Petra Kvitová       | 6    | wit   | groepsfase   |
| 7.  | Sara Errani *       | 7    | wit   | groepsfase   |
| 8.  | Li Na               | 8    | rood  | groepsfase   |
| ALT | Samantha Stosur     | 9    | wit   | groepsfase   |

### Prijzengeld en WTA-punten
| Resultaat              | Prijzengeld      | WTA-punten |
| ---------------------- | ---------------- | ---------- |
| winnares               | R1 + $ 1.295.000 | R1 + 810   |
| finale                 | R1 + $ 435.000   | R1 + 360   |
| halve finale           | R1 + $ 30.000    | R1         |
| eerste ronde (3 zeges) | $ 455.000        | 690        |
| eerste ronde (2 zeges) | $ 340.000        | 530        |
| eerste ronde (1 zege)  | $ 225.000        | 370        |
| eerste ronde (0 zeges) | $ 110.000        | 210        |

- R1 = de opbrengst van de eerste ronde (groepswedstrijden).
- Haar foutloze parcours leverde de winnares $ 1.750.000 en 1500 punten op.

### Halve finale en finale
|  | Halve finale | Halve finale        | Halve finale    | Halve finale | Halve finale |                 |                 | Finale | Finale | Finale | Finale | Finale |
|  |              |                     |                 |              |              |                 |                 |        |        |        |        |        |
|  | 3            | Serena Williams     | 6               | 6            |              |                 |                 |        |        |        |        |        |
|  | 4            | Agnieszka Radwańska | 2               | 1            |              |                 |                 |        |        |        |        |        |
|  | 4            | Agnieszka Radwańska | 2               | 1            |              | 3               | Serena Williams | 6      | 6      |        |        |        |
|  |              |                     |                 |              |              | 3               | Serena Williams | 6      | 6      |        |        |        |
|  |              | 2                   | Maria Sjarapova | 4            | 3            |                 |                 |        |        |        |        |        |
|  | 2            | 2                   | Maria Sjarapova | 4            | 3            | Maria Sjarapova | 6               | 6      |        |        |        |        |
|  | 2            |                     |                 |              |              | Maria Sjarapova | 6               | 6      |        |        |        |        |
|  | 1            | Viktoryja Azarenka  | 4               | 2            |              |                 |                 |        |        |        |        |        |

| Legenda | Legenda                  |
| ------- | ------------------------ |
| Q       | Qualifier                |
| WC      | Deelname via wildcard    |
| LL      | Lucky Loser              |
| r       | Opgave / trok zich terug |
| w/o     | Walk-over                |
| Alt     | Alternate                |
| SE      | Special Exempt           |
| PR      | Protected Ranking        |
| d       | Diskwalificatie          |

### Groepswedstrijden

#### Rode groep

##### Resultaten
| wedstrijd              | wedstrijd | wedstrijd              | score          |
| Serena Williams (3)    | –         | Angelique Kerber (5)   | 6-4 6-1        |
| Serena Williams (3)    | –         | Li Na (8)              | 7-62 6-3       |
| Viktoryja Azarenka (1) | –         | Angelique Kerber (5)   | 611-7 7-62 6-4 |
| Li Na (8)              | –         | Angelique Kerber (5)   | 6-4 6-3        |
| Serena Williams (3)    | –         | Viktoryja Azarenka (1) | 6-4 6-4        |
| Viktoryja Azarenka (1) | –         | Li Na (8)              | 7-64 6-3       |

##### Klassement
| nr. | speelster              | partijen w-v | sets w-v | games w-v |
| 1.  | Serena Williams (3)    | 3-0          | 6-0      | 37-22     |
| 2.  | Viktoryja Azarenka (1) | 2-1          | 4-3      | 40-38     |
| 3.  | Li Na (8)              | 1-2          | 2-4      | 30-33     |
| 4.  | Angelique Kerber (5)   | 0-3          | 1-6      | 29-43     |

#### Witte groep

##### Resultaten
| wedstrijd               | wedstrijd | wedstrijd               | score       |
| Agnieszka Radwańska (4) | –         | Petra Kvitová (6)       | 6-3 6-2     |
| Maria Sjarapova (2)     | –         | Sara Errani (7)         | 6-3 6-2     |
| Maria Sjarapova (2)     | –         | Agnieszka Radwańska (4) | 5-7 7-5 7-5 |
| Sara Errani (7)         | –         | Samantha Stosur (ALT)   | 6-3 2-6 6-0 |
| Maria Sjarapova (2)     | –         | Samantha Stosur (ALT)   | 6-0 6-3     |
| Agnieszka Radwańska (4) | –         | Sara Errani (7)         | 6-7 7-5 6-4 |

##### Klassement
| nr. | speelster               | partijen w-v | sets w-v | games w-v |
| 1.  | Maria Sjarapova (2)     | 3-0          | 6-1      | 43-25     |
| 2.  | Agnieszka Radwańska (4) | 2-1          | 5-3      | 48-40     |
| 3.  | Sara Errani (7)         | 1-2          | 3-5      | 35-40     |
| 4.  | Samantha Stosur (ALT)   | 0-2          | 1-4      | 12-26     |
| 5.  | Petra Kvitová (6)       | 0-1          | 0-2      | 5-12      |

### Record
De partij tussen Agnieszka Radwańska en Sara Errani was met 3 uur 29 minuten de langste partij in de historie van de WTA Tour Championships, voor zover het gaat om het best-of-three-systeem.

## Dubbelspel

### Geplaatste teams
| Nr. | Team                             | Rang | Resultaat    | Uitgeschakeld door               |
| --- | -------------------------------- | ---- | ------------ | -------------------------------- |
| 1.  | Sara Errani Roberta Vinci        | 1    | halve finale | Maria Kirilenko Nadja Petrova    |
| 2.  | Andrea Hlaváčková Lucie Hradecká | 2    | finale       | Maria Kirilenko Nadja Petrova    |
| 3.  | Liezel Huber Lisa Raymond        | 3    | halve finale | Andrea Hlaváčková Lucie Hradecká |
| 4.  | Maria Kirilenko Nadja Petrova    | 4    | winnaressen  |                                  |

### Prijzengeld en WTA-punten
| Resultaat    | Prijzengeld (per team) | WTA- punten |
| ------------ | ---------------------- | ----------- |
| winnaressen  | $ 375.000              | 1500        |
| finale       | $ 187.500              | 1050        |
| halve finale | $ 93.750               | 690         |

### Toernooischema
|  | Halve finale | Halve finale                     | Halve finale                     | Halve finale | Halve finale |                           |   | Finale                        | Finale | Finale | Finale | Finale |
|  |              |                                  |                                  |              |              |                           |   |                               |        |        |        |        |
|  | 1            | Sara Errani Roberta Vinci        | 6                                | 3            | [4]          |                           |   |                               |        |        |        |        |
|  | 4            | Maria Kirilenko Nadja Petrova    | 1                                | 6            | [10]         |                           |   |                               |        |        |        |        |
|  | 4            | Maria Kirilenko Nadja Petrova    | 1                                | 6            | [10]         |                           | 4 | Maria Kirilenko Nadja Petrova | 6      | 6      |        |        |
|  |              |                                  |                                  |              |              |                           | 4 | Maria Kirilenko Nadja Petrova | 6      | 6      |        |        |
|  |              | 2                                | Andrea Hlaváčková Lucie Hradecká | 1            | 4            |                           |   |                               |        |        |        |        |
|  | 3            | 2                                | Andrea Hlaváčková Lucie Hradecká | 1            | 4            | Liezel Huber Lisa Raymond | 6 | 1                             |        |        |        |        |
|  | 3            |                                  |                                  |              |              | Liezel Huber Lisa Raymond | 6 | 1                             |        |        |        |        |
|  | 2            | Andrea Hlaváčková Lucie Hradecká | 7                                | 6            |              |                           |   |                               |        |        |        |        |

## Bron
- (en)  Toernooischema WTA
- (en)  Match notes WTA

1972 · 1973 · 1974 · 1975 · 1976 · 1977 · 1978 · 1979 · 1980 · 1981 · 1982 · 1983 · 1984 · 1985 · 1986 (mrt) · 1986 (nov) · 1987 · 1988 · 1989 · 1990 · 1991 · 1992 · 1993 · 1994 · 1995 · 1996 · 1997 · 1998 · 1999 · 2000 · 2001 · 2002 · 2003 · 2004 · 2005 · 2006 · 2007 · 2008 · 2009 · 2010 · 2011 · 2012 · 2013 · 2014 · 2015 · 2016 · 2017 · 2018 · 2019 · 2020 · 2021 · 2022 · 2023 · 2024
Grand Slam: Australian Open · Roland Garros · Wimbledon · US Open
Olympische Spelen: Londen
Landenteams: Fed Cup · Hopman Cup